# Laurence Olivier Awards
Pour les articles homonymes, voir Laurence et Olivier.
 (avril 2023).
Si vous disposez d'ouvrages ou d'articles de référence ou si vous connaissez des sites web de qualité traitant du thème abordé ici, merci de compléter l'article en donnant les références utiles à sa vérifiabilité et en les liant à la section « Notes et références ».
Les Laurence Olivier Awards, plus simplement Olivier Awards, sont des récompenses de théâtre britanniques créés en 1976 par The Society of London Theatre, du nom d'un des plus célèbres comédiens de théâtre et acteurs du Royaume-Uni : Sir Laurence Olivier (1907 - 1989), pour récompenser les différentes catégories d'intervenants du monde du théâtre.
Cette récompense est un équivalent britannique des Molières français ou des Tony Awards américains.

## Historique

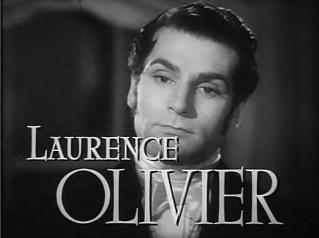
Laurence Olivier dans Orgueil et Préjugés.

Laurence Olivier a reçu l'Oscar d'honneur 1979, pour l'ensemble de son œuvre, pour les performances uniques de sa carrière entière et de sa vie remplies de contributions à l'art cinématographique britannique.

## Catégories de récompenses
- Meilleure pièce de théâtre (Best New Play)
- Meilleure comédie (Best New Comedy)
- Meilleure comédie musicale (Best New Musical)
- Meilleure reprise (Best Revival)
- Meilleure reprise d'une comédie musicale (Best Musical Revival)
- Meilleure production de danse (Best New Dance Production)
- Meilleure production d'opéra (Best New Opera Production)
- Meilleur acteur (Best Actor)
- Meilleure actrice (Best Actress)
- Meilleure performance dans un second rôle (Best Performance in a Supporting Role)
- Meilleur espoir dans une pièce de théâtre (Best Newcomer in a Play)
- Meilleur acteur dans une comédie musicale (Best Actor in a Musical)
- Meilleure actrice dans une comédie musicale (Best Actress in a Musical)
- Meilleure performance dans un second rôle  dans une comédie musicale (Best Performance in a Supporting Role in a Musical)
- Meilleure performance en danse (Outstanding Achievement in Dance)
- Meilleure performance en opéra (Outstanding Achievement in Opera)
- Meilleure performance dans un théâtre affilié (Outstanding Achievement in an Affiliate Theatre)
- Meilleure performance par une compagnie (Best Company Performance)
- Comédien le plus prometteur (Most Promising Performer)
- Meilleur metteur en scène (Best Director)
- Meilleur chorégraphe de théâtre (Best Theatre Choreographer)
- Meilleure création de costumes (Best Costume Design)
- Meilleurs décors (Best Set Design)
- Meilleurs éclairages (Best Lighting Design)
- Meilleur son (Best Sound Design)
- Meilleur divertissement (Best Entertainment)
- Society of London Theatre Special Award

## Palmarès

### Meilleure pièce de théâtre
- 1990 : Racing Demon par David Hare
- 1991 : Danser à Lughnasa par Brian Friel
- 1992 : La Jeune Fille et la Mort par Ariel Dorfman
- 1993 : Six degrés de séparation par John Guare
- 1994 : Arcadia par Tom Stoppard
- 1995 : Broken Glass par Arthur Miller
- 1996 : Skylight par David Hare
- 1997 : Stanley par Pam Gems (en)
- 1998 : Closer par Patrick Marber
- 1999 : The Weir par Conor McPherson
- 2000 : Goodnight Children Everywhere par Richard Nelson
- 2001 : Blue/Orange par Joe Penhall
- 2002 : Jitney par August Wilson
- 2003 : Vincent in Brixton par Nicholas Wright
- 2004 : The Pillowman par Martin McDonagh
- 2005 : The History Boys par Alan Bennett
- 2006 : On the Shore of the Wide World par Simon Stephens
- 2007 : Blackbird par David Harrower
- 2008 : A Disappearing Number
- 2009 : Black Watch par Gregory Burke
- 2010 : The Mountaintop par Katori Hall
- 2011 : Clybourne Park par Bruce Norris
- 2012 : Collaborators par John Hodge
- 2013 : Le Bizarre Incident du chien pendant la nuit par Simon Stephens d'après le roman de Mark Haddon
- 2014 : Chimerica par Lucy Kirkwood
- 2015 : King Charles III par Mike Bartlett
- 2016 : Hangmen par Martin McDonagh
- 2017 : Harry Potter and the Cursed Child par Jack Thorne
- 2018 : The Ferryman par Jez Butterworth
- 2019 : The Inheritance par Matthew López
- 2020 : Leopoldstadt par Tom Stoppard
- 2022 : Life of Pi par Lolita Chakrabarti
- 2023 : Prima Facie par Suzie Miller
- 2024 : Dear England par James Graham

### Meilleur acteur
- 1990 : Oliver Ford Davies pour Racing Demon de David Hare
- 1991 : Ian McKellen pour Richard III de Shakespeare
- 1992 : Nigel Hawthorne pour The Madness of George III d'Alan Bennett
- 1993 : Robert Stephens pour Henry IV, Part 1 and Henry IV, Part 2 de Shakespeare
- 1994 : Mark Rylance pour Much Ado About Nothing de Shakespeare
- 1995 : David Bamber pour My Night with Reg de Kevin Elyot
- 1996 : Alex Jennings pour Peer Gynt d'Henrik Ibsen
- 1997 : Antony Sher pour Stanley de Pam Gems (en)
- 1998 : Ian Holm pour King Lear de Shakespeare
- 1999 : Kevin Spacey pour The Iceman Cometh d'Eugene O'Neill
- 2000 : Henry Goodman pour The Merchant of Venice de Shakespeare
- 2001 : Conleth Hill pour Stones in his Pockets de Marie Jones
- 2002 : Roger Allam pour Privates on Parade de Peter Nichols
- 2003 : Simon Russell Beale pour Uncle Vanya d'Anton Tchekhov
- 2004 : Matthew Kelly pour Of Mice and Men de John Steinbeck
- 2005 : Richard Griffiths pour The History Boys d'Alan Bennett
- 2006 : Brian Dennehy pour Death of a Salesman d'Arthur Miller
- 2007 : Rufus Sewell pour Rock 'n' Roll de Tom Stoppard
- 2008 : Chiwetel Ejiofor pour Othello de Shakespeare
- 2009 : Derek Jacobi pour Twelfth Night de Shakespeare
- 2010 : Mark Rylance pour Jerusalem de Jez Butterworth
- 2011 : Roger Allam pour Henry IV Parts 1 & 2 de Shakespeare
- 2012 : Benedict Cumberbatch et Jonny Lee Miller pour Frankenstein de Nick Dear d'après Mary Shelley
- 2013 : Luke Treadaway pour Le Bizarre Incident du chien pendant la nuit
- 2014 : Rory Kinnear pour Othello
- 2015 : Mark Strong pour Vu du pont d'Arthur Miller
- 2016 : Kenneth Cranham pour The Father de Florian Zeller
- 2017 : Jamie Parker pour Harry Potter and the Cursed Child
- 2018 : Bryan Cranston pour Network
- 2019 : Kyle Soller pour The Inheritance
- 2020 : Andrew Scott pour Present Laughter
- 2022 : Hiran Abeysekera pour Life of Pi
- 2023 : Paul Mescal pour A Streetcar Named Desire
- 2024 : Mark Gatiss pour The Motive and the Cue

### Meilleure actrice
- 1990 : Fiona Shaw pour Electra, As You Like It et The Good Person of Sichuan
- 1991 : Kathryn Hunter pour The Visit de Friedrich Dürrenmatt
- 1992 : Juliet Stevenson pour Death and the Maiden d'Ariel Dorfman
- 1993 : Alison Steadman pour The Rise and Fall of Little Voice de Jim Cartwright
- 1994 : Fiona Shaw pour Machinal de Sophie Treadwell
- 1995 : Clare Higgins pour Sweet Bird of Youth de Tennessee Williams
- 1996 : Judi Dench pour Absolute Hell de Rodney Ackland (en)
- 1997 : Janet McTeer pour A Doll's House d'Henrik Ibsen
- 1998 : Zoe Wanamaker pour Electra de Sophocle
- 1999 : Eileen Atkins pour The Unexpected Man de Yasmina Reza
- 2000 : Janie Dee pour Comic Potential d'Alan Ayckbourn
- 2001 : Julie Walters pour All My Sons d'Arthur Miller
- 2002 : Lindsay Duncan pour Private Lives de Noël Coward
- 2003 : Clare Higgins pour Vincent in Brixton de Nicholas Wright
- 2004 : Eileen Atkins pour Honour
- 2005 : Clare Higgins pour Hecuba d'Euripide
- 2006 : Eve Best pour Hedda Gabler d'Henrik Ibsen
- 2007 : Tamsin Greig pour Much Ado About Nothing de Shakespeare
- 2008 : Kristin Scott Thomas pour La Mouette d'Anton Tchekhov
- 2009 : Margaret Tyzack pour The Chalk Garden d'Enid Bagnold
- 2010 : Rachel Weisz pour A streetcar named Desire de Tennessee Williams au Donmar
- 2011 : Nancy Carroll pour After the dance de Terence Rattigan au National Theatre Lyttelton
- 2012 : Ruth Wilson pour Anna Christie de Eugene O'Neill au Donmar Warehouse
- 2013 : Helen Mirren pour The Audience de Peter Morgan au Gielgud Theatre
- 2014 : Lesley Manville pour Ghosts d'Henrik Ibsen
- 2015 : Penelope Wilton pour Taken at Midnight de Mark Hayhurst
- 2016 : Denise Gough pour People, Places and Things
- 2017 : Billie Piper pour Yerma
- 2018 : Laura Donnelly pour The Ferryman
- 2019 : Patsy Ferran pour Summer and Smoke
- 2020 : Sharon D. Clarke pour Death of a Salesman
- 2022 : Sheila Atim pour Constellations
- 2023 : Jodie Comer pour Prima Facie
- 2024 : Sarah Snook pour Le Portrait de Dorian Gray